# Бронепалубные крейсера типа «Денвер»
Бронепалубные крейсера типа «Денвер» — тип крейсеров американского флота. Построены по программе 1899 года в количестве шести единиц: «Денвер» (англ. USS Denver (C-14)), «Де-Мойн» (англ. USS Des Moines (C-15))), и «Чаттануга» (англ. USS Chattanooga (C-15)), «Галвестон» (англ. USS Galveston (C-17)), «Такома» (англ. USS Tacoma (C-18)), «Кливленд» (англ. USS Cleveland (C-19)). Являлись промежуточным типом между крейсерами и канонерскими лодками. Предназначались для стационерной службы в тропических водах.

## Проектирование

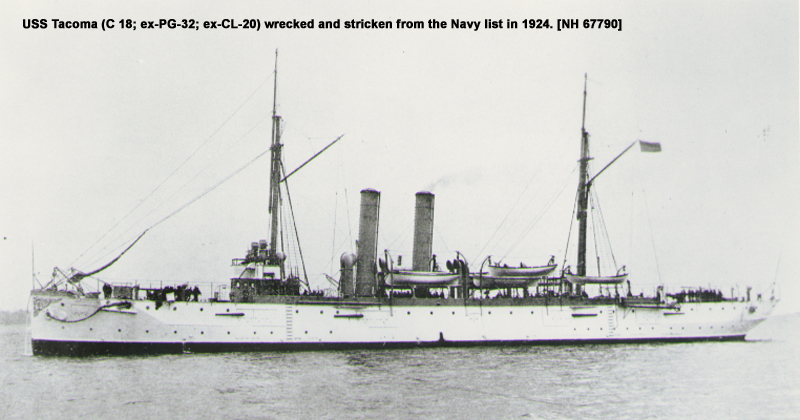
Крейсер «Такома»

Появление крейсеров типа «Денвер» было вызвано изменениями во внешней политике США в конце XIX века. Приобретение колоний, политика «открытых дверей» в Китае, и общее повышение внешнеполитической активности, привели к необходимости иметь в составе флота небольшие и недорогие корабли, способные выступать в качестве стационеров. Они должны были действовать как на реках Китая, так и в зоне Карибского моря.
В американском флоте такие корабли называли «мирными крейсерами» (англ. peace cruisers). Шесть единиц было заказано в 1899 году, причём ряд кораблей заказали верфям, ранее не строивших военные корабли, для развития судостроительной промышленности США. Это решение привело к тому, что «Чаттанугу» и «Галвестон» пришлось, в итоге, достраивать на верфях ВМС.

## Конструкция
По своей конструкции крейсера типа «Денвер» представляли собой небольшие гладкопалубные корабли, созданные на базе проекта «Монтгомери» и фактически являлись увеличенными канонерскими лодками. Проект был существенно упрощён, для того чтобы его могли выполнить и неопытные подрядчики. Боевой потенциал рассматривался как второстепенный фактор и никак не соответствовал нормам военного времени. Днище корпуса обшивалось деревом и медью для предотвращения обрастания. Просторные подпалубные помещения позволяли перевозить войска и имели электрическую вентиляцию.

### Вооружение
Основную огневую мощь крейсеров обеспечивали 127-мм орудия Mark 5 с длиной ствола 50 калибров. Одинарная установка весила 9253 кг, масса снаряда колебалась от 22,7 до 27,2 кг. При начальной скорости 914 м/с для лёгкого снаряда, обеспечивалась дальнобойность 17 370 м. Скорострельность составляла 6 — 8 выстрелов в минуту. Два таких орудия размещались в оконечностях корабля на верхней палубе, остальные в казематах на главной палубе.
Прочая артиллерия была представлена маломощными орудиями калибров 57-мм и 37-мм. Последние могли выпускать до 25 снарядов в минуту.

## Служба
|             | заложен               | спущен                | вступил в строй      | судьба                                                                    |
| ----------- | --------------------- | --------------------- | -------------------- | ------------------------------------------------------------------------- |
| «Денвер»    | 28 июня 1900 года     | 21 июня 1902 года     | 17 мая 1904 года     | Списан в 1930 году                                                        |
| «Де-Мойн»   | 28 августа 1900 года  | 20 сентября 1902 года | 5 марта 1904 года    | Списан в 1930 году                                                        |
| «Чаттануга» | 29 марта 1900 года    | 7 марта 1903 года     | 11 октября 1904 года | Списан в 1930 году                                                        |
| «Галвестон» | 19 января 1901 года   | 23 июля 1903 года     | 15 февраля 1905 года | Списан в 1933 году                                                        |
| «Такома»    | 27 сентября 1900 года | 2 июня 1903 года      | 30 января 1904 года  | 16 января 1924 года наткнулся на риф Бланкилья у порта Веракрус и затонул |
| «Кливленд»  | 1 июня 1900 года      | 28 сентября 1901 года | 2 ноября 1903 года   | Списан в 1930 году                                                        |